# NGC 1833
NGC 1833 ist die Bezeichnung eines Emissionsnebels mit einem eingebetteten offenen Sternhaufen im Sternbild Mensa. Das Objekt wurde am 12. November 1836 von John Herschel entdeckt.